# Energie geotermică suplimentată solar
Energia geotermică suplimentată solar (SAGE/EGAS) este o metodă avansată stocare a energiei sub formă de energie geotermică sintetică prin încălzirea naturală a unui lichid cu energie solară pentru stocarea căldurii atunci când Soarele strălucește pentru a genera energie 24 de ore pe zi. Pământul primește suficientă energie într-o oră pentru a asigura toate nevoile de energie electrică pentru un an. Nu energia disponibilă este problema, ci stocarea ei, iar SAGE creează o stocare eficientă și furnizează energie electrică la cerere. Această tehnologie este deosebit de eficientă pentru puțurile geotermale care nu pot furniza căldură continuu sau pentru câmpurile de petrol sau gaze neexploatate care au o geologie adecvată și unde există energie solară din abundență.

## Tehnologie
Injecția termică pentru stimularea petrolului a fost utilizată pentru prima dată în 1907, în California, în recuperarea termică îmbunătățită a petrolului⁠(d). Fluidul încălzit a fost utilizat pentru a îmbunătăți producția de petrol și a fost una dintre primele încercări de recuperare îmbunătățită a țițeiului⁠(d). Energia solară a fost utilizată în recuperarea îmbunătățită a petrolului ca sursă de energie termică încă din 1957, când Atlantic Richfield⁠(d) a utilizat-o la o instalație experimentală din California. În anii 1970 cercetările privind utilizarea injecției de CO2, sau injectarea cu dioxid de carbon⁠(d) în puțuri pentru recuperarea îmbunătățită a petrolului au condus la tehnici de modelare și înțelegeri mai bune, în special în domeniul fluxului de injecție a căldurii în puțurile de producție. Începând cu anii 1970, industria geotermală a perfecționat tehnologia care stă la baza puțurilor geotermale suplimentate cu energie solară pentru a funcționa într-un mod previzibil și viabil din punct de vedere comercial. Acest lucru se realizează bazându-se pe căldura solară concentrată pentru a reîncărca căldura extrasă din puț.
În SUA explorarea energiei geotermice a fost orientată spre găsirirea unor surse de căldură cu temperatură ridicată ușor accesibile (aproape de suprafață). În timpul explorării, era frecvent cazul în care găurile forate să fie abandonate pentru că erau „uscate” sau nu reușeau să producă căldură constantă pentru o generare de electricitate viabilă din punct de vedere comercial. Ca răspuns la aceste găuri „uscate”, producătorii de energie electrică bazată pe energia geotermică a început să dezvolte sisteme geotermale îmbunătățite⁠(d) (în engleză Enhanced geothermal systemsnbsp–EGS). În EGS, este localizată în pământ o zonă fierbinte, iar căldura este sporită prin alte mijloace. Această metodă permite ca puțurile cu căldură insuficientă sau inconsistentă să fie candidate viabile pentru generarea de electricitate geotermică sintetică.
Energia geotermică suplimentată solar utilizează o instalație și o metodă de stocare a energiei solare concentrate într-un rezervor geologic subteran. Metoda cuprinde transferul energiei termice solare către un fluid, creând un fluid supracritic⁠(d). Fluidul supracritic este apoi injectat într-un rezervor geologic subteran prin intermediul unui puț de injecție. Această metodă permite ca o gamă largă de rezervoare geologice subterane să devină viabile din punct de vedere comercial pentru producția de energie electrică. Aceasta este formată din rezervoare cu strat sedimentar foarte permeabil și poros, un câmp de hidrocarburi epuizat, un câmp de hidrocarburi în curs de epuizare (un câmp de petrol epuizat, un câmp de petrol în curs de epuizare, un câmp de gaz natural epuizat sau un câmp de gaz natural în curs de epuizare). Odată ce unul dintre acestea este încărcat cu un fluid supracritic, formațiunea subterană creează un rezervor geotermal sintetic. Orice căldură adăugată de natură va fi considerată ca o îmbunătățire suplimentară a procesului de conversie a energiei termice în energie electrică.

## Istoria energiei geotermale
Energia geotermică este energia generată de energia geotermică. Printre tehnologiile existente bine cunoscute se numără centralele cu abur uscat, centrale electrice cu abur rapid și centrale electrice cu ciclu binar. Energia geotermică este o sursă de energie durabilă și regenerabilă. Deoarece căldura este extrasă în cantități mici în comparație cu conținutul de căldură al Pământului⁠(d), acesta își poate reaproviziona căldura și poate continua să furnizeze o sursă abundentă de energie termică. Emisiile de gaze cu efect de seră⁠(d) generate de energia geotermică sunt în medie de 45 de grame de dioxid de carbon pe kilowatt-oră de electricitate. Aceasta reprezintă mai puțin de 5% din metodele convenționale de producere a energiei electrice din centralele pe cărbune.
Producția de energie electrică geotermică este utilizată în prezent în 26 de țări. Ca sursă de energie regenerabilă, energia geotermică are potențialul de a satisface 3-5% din cererea globală de energie până în 2050. Cu stimulente economice, se estimează că până în 2100 va fi posibilă satisfacerea a 10% din cererea globală.

## Istoria energiei solare termice
Energia solară termică (EST) este o formă de energie și o tehnologie de valorificare a energiei solare pentru a genera energie termică sau energie electrică pentru utilizare în industrie⁠(d) și în sectoarele rezidențial și comercial. Augustin Mouchot a demonstrat un colector solar cu un motor de răcire pentru producerea înghețatei la Expoziția universală din 1878⁠(d) de la Paris. Prima instalare de echipamente de energie termică solară a avut loc în Sahara, aproximativ în 1910, de către Frank Shuman⁠(d), când un motor cu aburi a funcționat cu abur produs de lumina soarelui. Deoarece motoarele cu combustibil lichid au fost dezvoltate și considerate mai convenabile, proiectul Sahara a fost abandonat, doar pentru a fi reluat câteva decenii mai târziu.